# Pescatoria hemixantha
Pescatoria hemixantha är en orkidéart som först beskrevs av Heinrich Gustav Reichenbach, och fick sitt nu gällande namn av Robert Louis Dressler. Pescatoria hemixantha ingår i släktet Pescatoria och familjen orkidéer. Inga underarter finns listade i Catalogue of Life.